# Leonor Serrano Rivas
Leonor Serrano Rivas (Málaga, 1986) es una artista española que ha sido reconocida en diversos certámenes artísticos.

## Trayectoria
Estudió Arquitectura. Se licenció en Bellas Artes por la Universidad Europea de Madrid, completado la formación en este ámbito en la Goldsmith, University of London.
En 2019, realizó su primera exposición en el Centro de Creación Contemporánea de Andalucía en Córdoba. Ese mismo año recibió Becas Multiverso a la Creación en Videoarte de la Fundación BBVA. También ha sido becada por otras instituciones como la Fundación Botín.
En 2022, se inauguró en el Museo Nacional Centro de Arte Reina Sofía de Madrid su primera exposición individual. Sus obras también pudieron verse de manera individual en espacios como la Serpentine Gallery de Londres o Intermediae de Matadero Madrid, y de forma colectiva en la Bienal de Venecia, el Centro Botín, el Centro Andaluz de Arte Contemporáneo en Sevilla, el Centro Cultural de España en México (CCEMx) o el Centro de Arte Dos de Mayo (CA2M) en Madrid.

## Reconocimientos
En 2012 le concedieron el Premio Injuve del Ministerio de Cultura. Dos años después, fue reconocida con el Premio a la Mejor Artista Joven en la Feria Internacional de Arte Contemporáneo de Madrid (Arco) y fue seleccionada en el programa Generaciones promovido por La Casa Encendida y la Fundación Montemadrid.
En 2016, fue reconocida con el Premio Solán de Cabras de Arte Joven concedido en colaboración con Arco, mientras la representaba la galería Marta Cervera, por su instalación Movimiento armónico. En 2019, también en Arco, recibió el IV Premio Cervezas Alhambra de Arte Emergente.